# Glockengießer von Overath

Das Overather Stadtwappen erinnert an die Glockengießer

Die Kölner Glockengießer Heinrich van Overath und Johann van Overath (auch Overaid, Overoid oder Overrade) bildeten ein bedeutendes Glockengießergeschlecht im Rheinland. Sie oder ihre Vorfahren stammten dem Namen nach offensichtlich aus Overath an der Agger, einem kleinen Kirchspiel östlich von Köln.

## Geschichte
Die Glockengießer van Overodde lebten Mitte des 15. bis Ende des 16. Jahrhunderts in Köln. Sie hatten ihr Handwerk vermutlich bei den Benediktinermönchen der Abtei auf dem Siegburger Michaelsberg gelernt, die in Overath eine Propstei St. Cyriax besaßen. Glockengießer gingen im Mittelalter von Aschermittwoch bis Allerheiligen auf Wanderschaft, wo sie an einem geeigneten Ort Glocken für Klöster und Kirchen gossen. In den Wintermonaten erstellten sie Glocken für Kirchengebäude in der Nähe ihres Wohnorts.
Vermutlich nach ihrer Ausbildung siedelten die ersten des Geschlechts wohl um nach Köln, wo sie sich fortan „Overrade van Cöllen“  oder „van Cöllen“, aber auch weiterhin „van Overrade“ nannten. Johann Overrade van Cölln war höchstwahrscheinlich identisch mit Johann von Overath. Von ihm sind 15 Glocken bekannt, die er zwischen 1512 und 1547 erstellte. Bei Heinrich II von Overraide = Heinrich I van Cöllen (1507–1547)  dürfte es sich um den Sohn von Heinrich I von Overraide (1447–1497) handeln.
Dederich van Cöllen war ebenfalls Glockengießer und ab 1570 der städtische Büchsenmeister von Köln.
Da die Glockengießer weder lesen noch schreiben konnten, wurden die Inschriften der Gießformen von Mönchen oder Pfarrern erstellt. Somit entstanden viele unterschiedliche Schreibweisen ihrer Namen sowie der Ortsbezeichnung Overath.

## Werke
Die von ihnen geschaffenen Glocken tragen deutsche Aufschriften in spätgotischen Kleinbuchstaben sowie Maßwerk und Blattwerkverzierungen. Die Jahreszahlen wurden erst in römischen, später in arabischen Ziffern gesetzt. Außerdem wurden die Gehilfen in der Aufschrift genannt.

### Glocken von Heinrich van Overath
Nachstehende Glocken weisen mit ihrer Inschrift auf Heinrich van Overath hin. Nach neueren Forschungsergebnissen  wurden sie von Vater (1474–1497) und Sohn (1507–1547) gleichen Namens gegossen. Die Jahreszahlen beziehen sich auf die Schaffenszeit.
| Jahr | Kirche                          | Inschrift | Kommentar                                                             |
| ---- | ------------------------------- | --- | --------------------------------------------------------------------- |
| 1474 | St. Laurentius, Hohkeppel       | sent andreis heis ich – in de erre gotz luden ich – johan va alfter ind heinrich van overrade gussen mich – ano mcccclxxiiii +                                                                                      |                                                                       |
| 1474 | Bergisch Gladbach               | Sts petrus heis ich – in de erre gotz luden ich – johan va alfter ind heinrich van overrode gussen mich – ano dm mcccclxxiiii                                                                                       | nicht mehr vorhanden                                                  |
| 1474 | St. Maria im Kapitol, Köln      | | St. Vitalis-Glocke. Wurde 1637 beim Einsturz des Hauptturms zerstört. |
| 1474 | Hallschlag                      | | Gertrudisglocke, 1902 verbrannt                                       |
| 1484 | St. Mariä Geburt, Efferen       | Maria heis ich – in de ere gotz ind sent walborch luden ich – johan van alfter ind heinr van werroid goesen mich – anno (unleserlich)                                                                               |                                                                       |
| 1485 | Evangelische Hauptkirche Rheydt | Urban heiten ich – in goodes eer luden ich – doenren en de blitzen verdrife ich – hennrich overaett goit mich – anno domini mcccclxxxv                                                                              | nicht mehr vorhanden                                                  |
| 1490 | Schlebusch                      | Maria heißen ich – zu der ehren gottes luden ich – meister hermann (von Neuß) ind heinrich (von Overath) gussen mich – a d mcccclxxxx                                                                               |                                                                       |
| 1491 | Schlebusch                      | Anna bin ich genannt – gottes gnade ist mir bekannt – zu der ehre gottes luden ich – herman van nüis ind heinrich van auerraide gussen mich – van geheisch joannes van schlebusch – dat sagen ich – a d mcccclxxxxi |                                                                       |
| 1493 | St. Martinus, Much              | Jhesus maria heißen ich – in de eirre gotz luden ich – heinrich van overade gois mich – anno domini mcccclxxxxiii                                                                                                   |                                                                       |
| 1494 | Evangelische Kirche, Ründeroth  | Maria heisen ich – in der ere godes luden ich – heinrich van overade gois mich – anno domini mccclxxxxiiii |                                                                       |
| 1494 | Nemmenich                       | |                                                                       |
| 1496 | Kronenberg, Kreis Mettmann      | | nicht mehr vorhanden                                                  |
| 1519 | Katholische Kirche, Seelscheid  | Georgius heischen ich – in marien ere luiden ich – de doden beschrien ich – heinrich overroid guis mich – anno domini mvcxix                                                                                        |                                                                       |
| 1520 | Evangelische Kirche, Odenspiel  | Maria heischen ich – in de ere sent joannes luiden ich – de doden beschrien ich – hinrich overroid guis mich – anno 1520. Die Glocke ist 1906 gesprungen                                                            | Glocke ist 1906 gesprungen                                            |
| 1528 | Kronenburg                      | | nicht mehr vorhanden                                                  |
| 1535 | Eicks                           | | nicht mehr vorhanden                                                  |
| 1538 | Evangelische Kirche, Ründeroth  | Urbanus heischen ich – tzo gotz deinst luden ich – de doden beclagen ich –tzo dem boesen weder gebrouth man mich – hennrich overroid guis mich – anno 1538                                                          |                                                                       |

### Glocken von Johann van Overath
Von Johann van Overath sind sechs Glocken bekannt.
| Jahr | Kirche                         | Inschrift | Kommentar |
| ---- | ------------------------------ | --- | --- |
| 1496 | St. Martin, Koblenz-Kesselheim | MARIA HEISSEN ICH, IN GODES ERE LUDEN ICH, ALLE BOSE WEDER VRDRIEVEN ICH, JOHAN VAN OVEROED GOIS MICH, ANNO MCCCCXCVI        | |
| 1504 | Hoffnungsthal                  | Maria heiße ich – al boes weder verdreven ich – jan van overad goß mich – mccccciiii                                         | nicht mehr vorhanden |
| 1506 | St. Servatius, Siegburg        | | Es handelte sich um zwei Glocken, die auf dem Marktplatz gegossen wurden. Im Dreißigjährigen Krieg wurden sie von Schweden beschlagnahmt. Die Glocken schmolzen beim Stadtbrand 1647. |
| 1519 | Kirchdaun                      | Lambertus heiße ich – godes ere lude ich – veure weder vertreibe ich – peter van ectnach johan van overaet gusse mich – 1519 | |
| 1519 | St. Wendelinus, Kirmutscheid   | | gegossen mit Peter van Echternach, Bezeichnung hier: johan van overait. |

### Werke der Glockengießer Overrade van Cöllen
Von Johann Overrade von Cöllen sind 15 Glocken aus der Zeit zwischen 1512 und 1547 bekannt. In der Pfarrkirche Much ist eine Glocke aus dem Jahr 1547 erhalten geblieben. Diese trägt die Inschrift „Jhesus maria martinus heißen ich – man soll mich luden gegen vidder und windt – help uns maria und ihr leif keint ö ludes bin ich unverdrossen – johan van cöllen hat mich gegossen – mvcxxxxvii.“
- Hans von Cöllen fertigte 1520 ein Taufbecken für die Pfarrkirche in Ochsenfurt.
- Von Heinrich Overrad van Cöllen sind zwischen 1536 und 1598 28 Glocken bekannt.
- Derich van Cöllen goß vier Glocken gemeinsam mit Heinrich van Cöllen. Zudem fertigte er 21 Glocken selbst. Die Glocke im Schloss Beselich bei Koblenz trägt den Namen "Dederich offeraid van cöllen".

## Ehrungen
An die Glockengießer erinnert eine goldene Glocke im blauen Feld des Overather Stadtwappens. Darüber hinaus befindet sich in der Stadtmitte die Glockengießerstraße.